# Trabzon (Provinz)
Trabzon ist eine Provinz der Türkei an der Schwarzmeerküste.  Die Provinz ist kommunal als Büyükşehir belediyesi organisiert. 
Die Provinz hat 811.901 Einwohner (Stand Ende 2020) auf einer Fläche von 4628 km². Sie grenzt an die Provinzen Rize, Bayburt, Gümüşhane und Giresun.

## Verwaltungsgliederung
Trabzon ist seit 2012 eine Großstadt (Büyükşehir belediyesi). Nach einer Verwaltungsreform 2013 ist das Gebiet der Großstadt mit dem der Provinz identisch, in jedem der İlçe (untergeordnete staatliche Verwaltungsbezirke) besteht eine namensgleiche Kommune, die jeweils dessen gesamtes Gebiet umfasst und die der Großstadtgemeinde zugeordnet ist. Alle anderen Gemeinden (Belediye) und alle Dörfer (Köy) in den İlçes wurden aufgelöst und ihr Gebiet der jeweiligen Zentralgemeinde des İlçe als Mahalle (Stadtviertel) zugeschlagen. Der Gouverneur der Provinz (Vali) ist seitdem ein reiner Staatsbeamter, die Zuständigkeiten der früheren Provinzversammlung (İl meclisi), die unter seinem Vorsitz tagte, wurden auf die Großstadtkommune übertragen. Die 18 staatlichen İlçe und die entsprechenden Gemeinden sind:
| Kreis- code 1 | Landkreis İlçe | Fläche 2 (km²) | Bevölkerung am 31.12.2020 3 | Bevölkerung am 31.12.2020 3 | Bevölkerung am 31.12.2020 3 | Anzahl der Mahalle | Bevölke rungs dichte (Einw./km²) | Sex Ratio 4 Frauen auf 1000 Männer | Grün- dungs datum 5, 6 |
| Kreis- code 1 | Landkreis İlçe | Fläche 2 (km²) | Gesamt                      | männlich                    | weiblich                    | Anzahl der Mahalle | Bevölke rungs dichte (Einw./km²) | Sex Ratio 4 Frauen auf 1000 Männer | Grün- dungs datum 5, 6 |
| ------------- | -------------- | -------------- | --------------------------- | --------------------------- | --------------------------- | ------------------ | -------------------------------- | ---------------------------------- | ---------------------- |
| 1113          | Akçaabat       | 375            | 127.331                     | 63.141                      | 64.190                      | 73                 | 339,6                            | 1017                               |                        |
| 1141          | Araklı         | 464            | 48.734                      | 24.364                      | 24.370                      | 50                 | 105,0                            | 1000                               | 1953                   |
| 1150          | Arsin          | 157            | 31.525                      | 15.645                      | 15.880                      | 36                 | 200,8                            | 1015                               | 1959                   |
| 1775          | Beşikdüzü      | 84             | 23.713                      | 11.930                      | 11.783                      | 34                 | 282,3                            | 988                                | 1987                   |
| 1896          | Çarşıbaşı      | 66             | 15.586                      | 7.972                       | 7.614                       | 23                 | 236,2                            | 955                                | 1990                   |
| 1244          | Çaykara        | 574            | 13.890                      | 6.980                       | 6.910                       | 32                 | 24,2                             | 990                                | 1948                   |
| 1909          | Dernekpazarı   | 89             | 3.948                       | 1.947                       | 2.001                       | 14                 | 44,4                             | 1028                               | 1990                   |
| 1917          | Düzköy         | 125            | 13.815                      | 6.809                       | 7.006                       | 22                 | 110,5                            | 1029                               | 1990                   |
| 1942          | Hayrat         | 244            | 7.883                       | 3.999                       | 3.884                       | 34                 | 32,3                             | 971                                | 1990                   |
| 1966          | Köprübaşı      | 189            | 4.652                       | 2.376                       | 2.276                       | 10                 | 24,6                             | 958                                | 1990                   |
| 1507          | Maçka          | 925            | 24.893                      | 12.576                      | 12.317                      | 66                 | 26,9                             | 979                                |                        |
| 1548          | Of             | 258            | 43.754                      | 21.853                      | 21.901                      | 68                 | 169,6                            | 1002                               |                        |
| 2097          | Ortahisar      | 235            | 330.373                     | 162.332                     | 168.041                     | 85                 | 1.405,8                          | 1035                               | 2012                   |
| 1842          | Şalpazarı      | 166            | 10.846                      | 13.167                      | 13.224                      | 37                 | 65,3                             | 1004                               | 1987                   |
| 1647          | Sürmene        | 161            | 26.391                      | 5.365                       | 5.481                       | 30                 | 163,9                            | 1022                               |                        |
| 1681          | Tonya          | 176            | 13.914                      | 6.735                       | 7.179                       | 22                 | 79,1                             | 1066                               | 1954                   |
| 1709          | Vakfıkebir     | 141            | 27.332                      | 13.409                      | 13.923                      | 46                 | 193,8                            | 1038                               |                        |
| 1732          | Yomra          | 200            | 43.321                      | 21.624                      | 21.697                      | 25                 | 216,6                            | 1003                               | 1959                   |
| Trabzon       | Trabzon        | 4628           | 811.901                     | 402.224                     | 409.677                     | 707                | 175,4                            | 1019                               |                        |

## Bevölkerung

### Jährliche Bevölkerungsentwicklung
Nachfolgende Tabelle zeigt die jährliche Bevölkerungsentwicklung nach der Fortschreibung durch das 2007 eingeführte adressierbare Einwohnerregister (ADNKS). Zusätzlich sind die Bevölkerungswachstumsrate und das Geschlechterverhältnis (Sex Ratio d. h. die rechnerisch ermittelte Anzahl der Frauen pro 1000 Männer) aufgeführt. Der Zensus von 2011 ermittelte 757.857 Einwohner, das sind über 200.000 Einwohner weniger als zum Zensus 2000.

| Jahr | Bevölkerung am Jahresende | Bevölkerung am Jahresende | Bevölkerung am Jahresende | Wachstums- rate der Be- völkerung (in %) | Geschlechter verhältnis (Frauen auf 1000 Männer) | Rang (unter den 81 Provinzen) |
| Jahr | gesamt                    | männlich                  | weiblich                  | Wachstums- rate der Be- völkerung (in %) | Geschlechter verhältnis (Frauen auf 1000 Männer) | Rang (unter den 81 Provinzen) |
| ---- | ------------------------- | ------------------------- | ------------------------- | ---------------------------------------- | ------------------------------------------------ | ----------------------------- |
| 2020 | 811.901                   | 402.224                   | 409.677                   | 0,36                                     | 1019                                             | 27                            |
| 2019 | 808.974                   | 400.723                   | 408.251                   | 0,13                                     | 1019                                             | 27                            |
| 2018 | 807.903                   | 399.377                   | 408.526                   | 2,74                                     | 1023                                             | 27                            |
| 2017 | 786.326                   | 388.713                   | 397.613                   | 0,89                                     | 1023                                             | 28                            |
| 2016 | 779.379                   | 385.009                   | 394.370                   | 1,43                                     | 1024                                             | 28                            |
| 2015 | 768.417                   | 379.708                   | 388.709                   | 0,21                                     | 1024                                             | 28                            |
| 2014 | 766.782                   | 378.509                   | 388.273                   | 1,13                                     | 1026                                             | 28                            |
| 2013 | 758.237                   | 374.562                   | 383.675                   | 0,04                                     | 1024                                             | 29                            |
| 2012 | 757.898                   | 374.677                   | 383.221                   | 0,07                                     | 1023                                             | 29                            |
| 2011 | 757.353                   | 374.426                   | 382.927                   | −0,83                                    | 1023                                             | 29                            |
| 2010 | 763.714                   | 377.059                   | 386.655                   | −0,18                                    | 1025                                             | 27                            |
| 2009 | 765.127                   | 378.602                   | 386.525                   | 2,15                                     | 1021                                             | 26                            |
| 2008 | 748.982                   | 370.217                   | 378.765                   | 1,14                                     | 1023                                             | 27                            |
| 2007 | 740.569                   | 364.103                   | 376.466                   |                                          | 1034                                             | 26                            |

### Volkszählungsergebnisse
Nachfolgende Tabellen geben den bei den 15 Volkszählungen dokumentierten Einwohnerstand der Provinz Trabzon wieder. Die Werte der linken Tabelle entstammen E-Books (der Originaldokumente) entnommen, die Werte der rechten Tabelle basieren aus der Datenabfrage des Türkischen Statistikinstituts TÜIK
| Jahr | Bevölkerung am Zensustag | Bevölkerung am Zensustag | jährl. Wachs- tumsrate in % | R a n g |
| Jahr | Türkei                   | Provinz Trabzon          | Provinz Trabzon             | R a n g |
| ---- | ------------------------ | ------------------------ | --------------------------- | ------- |
| 1927 | 13.648.270               | 290.303                  |                             | 12      |
| 1935 | 16.158.018               | 360.679                  | 3,03                        | 12      |
| 1940 | 17.820.950               | 390.733                  | 1,67                        | 10      |
| 1945 | 18.790.174               | 395.384                  | 0,24                        | 14      |
| 1950 | 20.947.188               | 420.279                  | 1,26                        | 16      |
| 1955 | 24.064.763               | 462.249                  | 2,00                        | 14      |
| 1960 | 27.754.820               | 532.999                  | 3,06                        | 14      |

| Jahr | Bevölkerung am Zensustag | Bevölkerung am Zensustag | jährl. Wachs- tumsrate in % | R a n g |
| Jahr | Türkei                   | Provinz Trabzon          | Provinz Trabzon             | R a n g |
| ---- | ------------------------ | ------------------------ | --------------------------- | ------- |
| 1965 | 31.391.421               | 595.782                  | 2,36                        | 14      |
| 1970 | 35.605.176               | 659.120                  | 2,13                        | 14      |
| 1975 | 40.347.719               | 719.008                  | 1,82                        | 14      |
| 1980 | 44.736.957               | 731.045                  | 0,33                        | 20      |
| 1985 | 50.664.458               | 786.194                  | 1,51                        | 20      |
| 1990 | 56.473.035               | 795.849                  | 0,25                        | 23      |
| 2000 | 67.803.927               | 975.137                  | 2,25                        | 19      |

Anzahl der Provinzen bezogen auf die Censusjahre:
- 1927, 1940 bis 1950: 63 Provinzen
- 1935: 57 Provinzen
- 1955: 67 Provinzen
- 1960 bis 1985: 73 Provinzen
- 1990: 73 Provinzen
- 2000: 81 Provinzen

### Detaillierte Volkszählungsergebnisse
| Jahr | Gesamtbevölkerung | Gesamtbevölkerung | Gesamtbevölkerung | Stadtbevölkerung | Stadtbevölkerung | Stadtbevölkerung | Stadtbevölkerung | Landbevölkerung | Landbevölkerung | Landbevölkerung | Landbevölkerung |
| Jahr | Gesamt            | männlich          | weiblich          | Gesamt           | %                | männlich         | weiblich         | Gesamt          | %               | männlich        | weiblich        |
| ---- | ----------------- | ----------------- | ----------------- | ---------------- | ---------------- | ---------------- | ---------------- | --------------- | --------------- | --------------- | --------------- |
| 1927 | 293.055           | 132.711           | 160.344           | 32.836           | 11,20            | 17.744           | 15.092           | 260.219         | 88,80           | 114.967         | 145.252         |
| 1935 | 360.679           | 166.514           | 194.165           | 40.093           | 11,12            | 21.745           | 18.348           | 320.586         | 88,88           | 144.769         | 175.817         |
| 1940 | 390.733           | 181.233           | 209.500           | 43.015           | 11,01            | 23.460           | 19.555           | 347.718         | 88,99           | 157.773         | 189.945         |
| 1945 | 395.384           | 184.632           | 210.752           | 40.243           | 10,18            | 21.954           | 18.289           | 355.141         | 89,82           | 162.678         | 192.463         |
| 1950 | 420.279           |                   |                   | 46.089           | 10,97            |                  |                  | 374.190         | 89,03           |                 |                 |
| 1955 | 462.249           | 214.478           | 247.771           | 59.781           | 12,93            | 32.301           | 27.480           | 402.468         | 87,07           | 182.177         | 220.291         |
| 1960 | 532.999           | 251.086           | 281.913           | 83.692           | 15,70            | 44.079           | 39.613           | 449.307         | 84,30           | 207.007         | 242.300         |
| 1965 | 595.782           | 281.583           | 314.199           | 108.492          | 18,21            | 57.410           | 51.082           | 487.290         | 81,79           | 224.173         | 263.117         |
| 1970 | 659.120           | 312.736           | 346.384           | 138.435          | 21,00            | 72.892           | 65.543           | 520.685         | 79,00           | 239.844         | 280.841         |
| 1975 | 719.008           | 354.636           | 364.372           | 171.570          | 23,86            | 92.190           | 79.380           | 547.438         | 76,14           | 262.446         | 284.992         |
| 1980 | 731.045           | 349.503           | 381.542           | 186.580          | 25,52            | 97.482           | 89.098           | 544.465         | 74,48           | 252.021         | 292.444         |
| 1985 | 786.194           | 380.147           | 406.047           | 239.553          | 30,47            | 127.915          | 111.638          | 546.641         | 69,53           | 252.232         | 294.409         |
| 1990 | 795.849           | 386.642           | 409.207           | 303.612          | 38,15            | 157.714          | 145.898          | 492.237         | 61,85           | 228.928         | 263.309         |
| 2000 | 975.137           | 486.957           | 488.180           | 478.954          | 49,12            | 244.474          | 234.480          | 496.183         | 50,88           | 242.483         | 253.700         |

## Persönlichkeiten
- Ahmet Ali Ağaoğlu (* 1957), Sportfunktionär
- Ali Ağaoğlu (* 1954), Bauunternehmer
- Selcuk Aydin (* 1983), Boxer
- Sabahattin Eyüboğlu (1908–1973), Schriftsteller
- Şenol Güneş (* 1952), Fußballtrainer
- Tugay Kerimoğlu (* 1970), Fußballspieler
- Volkan Konak (1967–2025), Musiker
- Hami Mandıralı (* 1968), Fußballspieler
- Fuat Saka (* 1952), Musiker
- Cevdet Sunay (1899–1982), Staatspräsident von 1966 bis 1973
- Fatih Tekke (* 1977), Fußballspieler
- Haluk Ulusoy (* 1958), Präsident des türkischen Fußballverbandes
- Umay Umay (* 1966), Sängerin
- Burak Yeter (* 1982), Produzent und DJ